# Carl Künzig
Carl Künzig war ein deutscher Jurist und Wirtschaftsfunktionär.

## Leben und Tätigkeit
Künzig war bis 1927 Generalbevollmächtigter des Fürsten Max Egon zu Fürstenberg.
Künzig, der den Titel eines Kammerpräsidenten führte, war Vorsitzender des Aufsichtsrates der Boswau & Knauer AG in Berlin und der Aktiengemeinschaft für Seilindustrie vormals Ferdinand Wolff in Mannheim. Zudem war er Mitglied des Aufsichtsrates der Commerz- und Primat Bank AG, der Mitteldeutschen Creditbank, der Fürstlich Fürstenbergischen Brauerei AG in Donaueschingen und der Silvana Holzindustrie AG in Hüfingen.
Zudem war Künzig Mitglied des elitären Deutschen Herrenklubs in Berlin.